# Bystrička
Bystrička és un poble i municipi d'Eslovàquia que es troba a la regió de Žilina, al centre-nord del país. El 2017 tenia 1.492 habitants.

## Demografia
| Godina             | 1994 | 2004    | 2014   | 2024   |
| ------------------ | ---- | ------- | ------ | ------ |
| Nombre de persones | 1188 | 1379    | 1445   | 1490   |
| Diferència         |      | +16,07% | +4,78% | +3,11% |

| Godina             | 2023 | 2024   |
| ------------------ | ---- | ------ |
| Nombre de persones | 1486 | 1490   |
| Diferència         |      | +0,26% |